# Філіп Полашек
Філіп Полашек (словац. Filip Polášek) — словацький тенісист, спеціаліст з парної гри. Найвищу одиночну позицію світового рейтингу — 555 місце досяг 26 листопада 2007, парну — 7 місце — 3 лютого 2020 року. Здобув 17 парних титулів. Чемпіон Австралії 2021 року в парному розряді.

## Важливі фінали

### Фінали турнірів Великого шлему

#### Парний розряд: 1 (1 перемога)
| Результат | Рік  | Турнір                                 | Покриття | Партнер    | Суперники              | Рахунок  |
| --------- | ---- | -------------------------------------- | -------- | ---------- | ---------------------- | -------- |
| Перемога  | 2021 | Відкритий чемпіонат Австралії з тенісу | Тверде   | Іван Додіг | Ражів Рам Джо Солсбері | 6–3, 6–4 |

### Фінали Мастерс 1000

#### Парний розряд: 2 (2 перемоги)
| Результат | Рік  | Турнір             | Покриття | Партнер              | Суперники                         | Рахунок          |
| --------- | ---- | ------------------ | -------- | -------------------- | --------------------------------- | ---------------- |
| Перемога  | 2019 | Мастерс Цинциннаті | Тверде   | Іван Додіг           | Хуан Себастьян Кабаль Роберт Фара | 4–6, 6–4, [10–6] |
| Перемога  | 2021 | Indian Wells Open  | Тверде   | Джон Пірс (тенісист) | Аслан Карацев Андрій Рубльов      | 6–3, 7–6(7–5)    |

## Фінали турнірів ATP за кар'єру

### Парний розряд: 35 (17–18)
| Легенда                                                         |
| --------------------------------------------------------------- |
| Турніри Великого шолома (1–0)                                   |
| Tennis Masters Cup / Фінали Світового Туру ATP (0–0)            |
| Серія Мастерс ATP / Серія Мастерс 1000 Світового Туру ATP (2–0) |
| Серія ATP Інтернешнл Ґолд / Серія 500 Світового Туру ATP (1–4)  |
| Серія ATP Інтернешнл / Серія 250 Світового Туру ATP (12–14)     |

| Титули за покриттям |
| ------------------- |
| Тверде (8–9)        |
| Ґрунт (8–6)         |
| Трава (0–3)         |

| Титули за типом корту |
| --------------------- |
| Відкритий (13–15)     |
| Закритий (3–3)        |

| Результат | В-П   | Дата     | Турнір                                            | Рівень       | Покриття   | Партнер              | Суперники                             | Рахунок               |
| --------- | ----- | -------- | ------------------------------------------------- | ------------ | ---------- | -------------------- | ------------------------------------- | --------------------- |
| Поразка   | 0–1   | Кві 2008 | Valencia Open, Іспанія                            | Інтернешнл   | Ґрунт      | Тревіс Перротт       | Максімо Гонсалес Хуан Монако          | 5–7, 5–7              |
| Перемога  | 1–1   | Лип 2008 | Swiss Open Gstaad, Швейцарія                      | Інтернешнл   | Ґрунт      | Ярослав Левинський   | Штефан Волі Стен Вавринка             | 3–6, 6–2, [11–9]      |
| Перемога  | 2–1   | Жов 2008 | St. Petersburg Open, Росія                        | Інтернешнл   | Тверде (i) | Тревіс Перротт       | Роган Бопанна Максим Мирний           | 3–6, 7–6(7–4), [10–8] |
| Поразка   | 2–2   | Лют 2009 | U.S. National Indoor, США                         | Серія 500    | Тверде (i) | Тревіс Перротт       | Марді Фіш Марк Ноулз (тенісист)       | 6–7(7–9), 1–6         |
| Поразка   | 2–3   | Чер 2009 | Eastbourne International, Велика Британія         | Серія 250    | Трава      | Тревіс Перротт       | Маріуш Фирстенберг Марцин Матковський | 4–6, 4–6              |
| Перемога  | 3–3   | Лип 2009 | Swedish Open, Швеція                              | Серія 250    | Ґрунт      | Ярослав Левинський   | Роберт Ліндстедт Робін Содерлінг      | 1–6, 6–3, [10–7]      |
| Поразка   | 3–4   | Лип 2009 | Відкритий чемпіонат Німеччини, Німеччина          | Серія 500    | Ґрунт      | Марсело Мело         | Сімон Аспелін Пол Генлі               | 3–6, 3–6              |
| Поразка   | 3–5   | Лип 2009 | Swiss Open Gstaad, Швейцарія                      | Серія 250    | Ґрунт      | Ярослав Левинський   | Марко К'юдінеллі Міхаель Ламмер       | 5–7, 3–6              |
| Поразка   | 3–6   | Чер 2010 | Halle Open, Німеччина                             | Серія 250    | Трава      | Мартін Дамм          | Сергій Стаховський Михайло Южний      | 6–4, 5–7, [7–10]      |
| Перемога  | 4–6   | Сер 2010 | Відкритий чемпіонат Хорватії з тенісу, Хорватія   | Серія 250    | Ґрунт      | Леош Фридль          | Франтішек Чермак Міхал Мертиняк       | 6–3, 7–6(9–7)         |
| Перемога  | 5–6   | Тра 2011 | Serbia Open, Сербія                               | Серія 250    | Ґрунт      | Франтішек Чермак     | Олівер Марах Александер Пея           | 7–5, 6–2              |
| Поразка   | 5–7   | Лип 2011 | Відкритий чемпіонат Німеччини, Німеччина          | Серія 500    | Ґрунт      | Франтішек Чермак     | Олівер Марах Александер Пея           | 4–6, 1–6              |
| Перемога  | 6–7   | Лип 2011 | Swiss Open Gstaad, Швейцарія (2)                  | Серія 250    | Ґрунт      | Франтішек Чермак     | Крістофер Кас Александер Пея          | 6–3, 7–6(9–7)         |
| Поразка   | 6–8   | Жов 2011 | BMW Malaysian Open, Малайзія                      | Серія 250    | Тверде (i) | Франтішек Чермак     | Ерік Буторак Жан-Жульєн Роєр          | 1–6, 3–6              |
| Поразка   | 6–9   | Жов 2011 | Відкритий чемпіонат Японії, Японія                | Серія 500    | Тверде     | Франтішек Чермак     | Енді Маррей Джеймі Маррей             | 1–6, 4–6              |
| Перемога  | 7–9   | Жов 2011 | Кубок Кремля, Росія                               | Серія 250    | Тверде (i) | Франтішек Чермак     | Карлос Берлок Давід Марреро           | 6–3, 6–1              |
| Перемога  | 8–9   | Січ 2012 | Qatar ExxonMobil Open, Катар                      | Серія 250    | Тверде     | Лукаш Росол          | Крістофер Кас Філіпп Кольшрайбер      | 6–3, 6–4              |
| Поразка   | 8–10  | Січ 2012 | ATP Auckland Open, Нова Зеландія                  | Серія 250    | Тверде     | Франтішек Чермак     | Олівер Марах Александер Пея           | 3–6, 2–6              |
| Перемога  | 9–10  | Тра 2012 | Bavarian Championships, Німеччина                 | Серія 250    | Ґрунт      | Франтішек Чермак     | Ксав'є Малісс Дік Норман              | 6–4, 7–5              |
| Поразка   | 9–11  | Тра 2012 | Open de Nice Côte d'Azur, Франція                 | Серія 250    | Ґрунт      | Олівер Марах         | Боб Браян Майк Браян                  | 6–7(5–7), 3–6         |
| Поразка   | 9–12  | Жов 2012 | Vienna Open, Австрія                              | Серія 250    | Тверде (i) | Юліан Ноул           | Андре Бегеманн Мартін Еммріх          | 4–6, 6–3, [4–10]      |
| Поразка   | 9–13  | Січ 2013 | Qatar Open, Катар                                 | Серія 250    | Тверде     | Юліан Ноул           | Крістофер Кас Філіпп Кольшрайбер      | 5–7, 4–6              |
| Перемога  | 10–13 | Лют 2013 | Zagreb Indoors, Хорватія                          | Серія 250    | Тверде (i) | Юліан Ноул           | Іван Додіг Мате Павич                 | 3–6, 3–6              |
| Перемога  | 11–13 | Кві 2013 | Grand Prix Hassan II, Марокко                     | Серія 250    | Ґрунт      | Юліан Ноул           | Дастін Браун Крістофер Кас            | 6–3, 6–2              |
| Поразка   | 11–14 | Чер 2019 | Antalya Open, Туреччина                           | Серія 250    | Трава      | Іван Додіг           | Джонатан Ерліх Артем Сітак            | 3–6, 4–6              |
| Поразка   | 11–15 | Лип 2019 | Swiss Open Gstaad, Швейцарія                      | Серія 250    | Ґрунт      | Філіпп Освальд       | Сандер Жіє Йоран Вліґен               | 4–6, 3–6              |
| Перемога  | 12–15 | Сер 2019 | Austrian Open Kitzbühel, Австрія                  | Серія 250    | Ґрунт      | Філіпп Освальд       | Сандер Жіє Йоран Вліґен               | 6–4, 6–4              |
| Перемога  | 13–15 | Сер 2019 | Мастерс Цинциннаті, США                           | Мастерс 1000 | Тверде     | Іван Додіг           | Хуан Себастьян Кабаль Роберт Фара     | 4–6, 6–4, [10–6]      |
| Перемога  | 14–15 | Жов 2019 | China Open, КНР                                   | Серія 500    | Тверде     | Іван Додіг           | Лукаш Кубот Марсело Мело              | 6–3, 7–6(7−4)         |
| Поразка   | 14–16 | Січ 2020 | Adelaide International, Австралія                 | Серія 250    | Тверде     | Іван Додіг           | Максімо Гонсалес Фабріс Мартен        | 6–7(12–14), 3–6       |
| Поразка   | 14–17 | Січ 2021 | Antalya Open, Туреччина                           | Серія 250    | Тверде     | Іван Додіг           | Нікола Мектич Мате Павич              | 2–6, 4–6              |
| Перемога  | 15–17 | Лют 2021 | Відкритий чемпіонат Австралії з тенісу, Австралія | Великий Шлем | Тверде     | Іван Додіг           | Ражів Рам Джо Солсбері                | 6–3, 6–4              |
| Поразка   | 15–18 | Жов 2021 | Southern California Open, США                     | Серія 250    | Тверде     | Джон Пірс (тенісист) | Джо Салісбері Ніл Скупскі             | 6–7(2–7), 6–3, [5–10] |
| Перемога  | 16–18 | Жов 2021 | Indian Wells Open, США                            | Мастерс 1000 | Тверде     | Джон Пірс (тенісист) | Аслан Карацев Андрій Рубльов          | 6–3, 7–6(7–5)         |
| Перемога  | 17–18 | Січ 2022 | Sydney International, Австралія                   | Серія 250    | Тверде     | Джон Пірс (тенісист) | Сімоне Болеллі Фабіо Фоніні           | 7-5, 7-5              |

## Фінали челленджерів і ф'ючерсів

### Одиночний розряд: 3 (1–2)
| Легенда (одиночний розряд) |
| -------------------------- |
| Тур ATP Челленджер (0–0)   |
| Тур ITF Ф'ючерс (1–2)      |

| Титули за покриттям |
| ------------------- |
| Тверде (0–0)        |
| Ґрунт (1–2)         |
| Трава (0–0)         |
| Килим (0–0)         |

| Результат | В-П | Дата     | Турнір                    | Рівень  | Покриття | Суперник         | Рахунок  |
| --------- | --- | -------- | ------------------------- | ------- | -------- | ---------------- | -------- |
| Поразка   | 0–1 | Вер 2005 | Алжир F1, Алжир (місто)   | Ф'ючерс | Ґрунт    | Лямін Уахаб      | 3–6, 0–6 |
| Поразка   | 0–2 | Сер 2006 | Іран F3, Тегеран          | Ф'ючерс | Ґрунт    | Баштіан Кніттель | 3–6, 5–7 |
| Перемога  | 1–2 | Сер 2007 | Словаччина F3, Братислава | Ф'ючерс | Ґрунт    | Ян Крошлак       | 6–4, 6–1 |

### Парний розряд: 54 (33–21)
| Легенда (парний розряд)    |
| -------------------------- |
| Тур ATP Челленджер (16–11) |
| Тур ITF Ф'ючерс (17–10)    |

| Титули за покриттям |
| ------------------- |
| Тверде (10–5)       |
| Ґрунт (22–13)       |
| Трава (0–0)         |
| Килим (1–3)         |

| Результат | В-П   | Дата     | Турнір                           | Рівень     | Покриття   | Партнер            | Суперники                                   | Рахунок               |
| --------- | ----- | -------- | -------------------------------- | ---------- | ---------- | ------------------ | ------------------------------------------- | --------------------- |
| Перемога  | 1–0   | Тра 2004 | Угорщина F3, Мішкольц            | Ф'ючерс    | Ґрунт      | Ладіслав Шварць    | Ксав'є Одуа Ніколя Турт                     | 6–3, 6–3              |
| Поразка   | 1–1   | Чер 2004 | Словенія F1, Копер (Словенія)    | Ф'ючерс    | Ґрунт      | Їржі Венкль        | Антоніо Бальдельйоу-Естева Херман Пуентес   | 2–6, 5–7              |
| Перемога  | 2–1   | Лип 2004 | Німеччина F1, Кассель            | Ф'ючерс    | Ґрунт      | Ладіслав Шварць    | Лукас Енжіл Маркус Шиллер                   | 6–4, 6–2              |
| Поразка   | 2–2   | Вер 2004 | Угорщина F4, Шопрон              | Ф'ючерс    | Ґрунт      | Франтішек Поляк    | Никола Чирич Ґоран Тошич                    | 1–6, 2–6              |
| Поразка   | 2–3   | Жов 2004 | Угорщина F5, Будапешт            | Ф'ючерс    | Ґрунт      | Даніель Люстіг     | Антоніо Бальдельйоу-Естева Херман Пуентес   | 5–7, 6–3, 3–6         |
| Поразка   | 2–4   | Жов 2004 | Угорщина F6, Капошвар            | Ф'ючерс    | Ґрунт      | Даніель Люстіг     | Томаш Банчі Петер Міклушичак                | 7–5, 4–6, 6–7(5–7)    |
| Перемога  | 3–4   | Вер 2005 | Алжир F1, Алжир (місто)          | Ф'ючерс    | Ґрунт      | Душан Кароль       | Валід Джаллалі Александер Сачко             | 4–6, 6–2, 6–4         |
| Поразка   | 3–5   | Вер 2005 | Алжир F2, Алжир (місто)          | Ф'ючерс    | Ґрунт      | Філіп Земан        | Абдельхак Хамерлайне Сліман Сауді           | 4–6, 4–6              |
| Перемога  | 4–5   | Жов 2005 | Чехія F4, Пругониці              | Ф'ючерс    | Тверде (i) | Даніель Люстіг     | Міхал Навратіл Мірко Заплетал               | 6–4, 6–2              |
| Перемога  | 5–5   | Жов 2005 | Чехія F5, Опава                  | Ф'ючерс    | Тверде (i) | Даніель Люстіг     | Євген Кириллов Олександр Красноруцький      | 6–4, 6–1              |
| Перемога  | 6–5   | Лис 2005 | Чехія F6, Frýdlant nad Ostravicí | Ф'ючерс    | Тверде (i) | Даніель Люстіг     | Роман Кутач Карел Тршиска                   | 6–3, 6–4              |
| Перемога  | 7–5   | Лис 2005 | Прага, Чехія                     | Челленджер | Килим (i)  | Сергій Стаховський | Джеймс Окленд Яспер Сміт                    | 6–3, 3–6, 7–6(7–5)    |
| Перемога  | 8–5   | Тра 2006 | Чехія F2, Яблонець-над-Нисою     | Ф'ючерс    | Ґрунт      | Даніель Люстіг     | Марек Сем'ян Філіп Земан                    | 6–2, 6–0              |
| Перемога  | 9–5   | Чер 2006 | Чехія F3, Карлові Вари           | Ф'ючерс    | Ґрунт      | Даніель Люстіг     | Каміл Чапкович Павол Червенак               | 6–3, 1–6, 6–1         |
| Поразка   | 9–6   | Лип 2006 | Іран F1, Тегеран                 | Ф'ючерс    | Ґрунт      | Віктор Брутанс     | Даніель Коллерер Александер Сачко           | 6–2, 2–6, 6–7(5–7)    |
| Поразка   | 9–7   | Лип 2006 | Іран F2, Тегеран                 | Ф'ючерс    | Ґрунт      | Віктор Брутанс     | Даніель Коллерер Александер Сачко           | 5–7, 6–7(5–7)         |
| Перемога  | 10–7  | Сер 2006 | Slovak Rep. F1, Жиліна           | Ф'ючерс    | Ґрунт      | Даніель Люстіг     | Петер Міклушичак Франтішек Поляк            | 6–4, 6–1              |
| Перемога  | 11–7  | Сер 2006 | Slovak Rep. F2, П'єштяни         | Ф'ючерс    | Ґрунт      | Даніель Люстіг     | Марек Сем'ян Ян Станчик                     | 6–0, 7–5              |
| Перемога  | 12–7  | Вер 2006 | Іран F4, Тегеран                 | Ф'ючерс    | Ґрунт      | Александер Сачко   | Баштіан Кніттель Нільс Мушиоль              | 6–3, 6–3              |
| Поразка   | 12–8  | Вер 2006 | Польща F12, Гливиці              | Ф'ючерс    | Ґрунт      | Роберт Ґодлевський | Денис Мацюкевич Денісс Павловс              | 7–6(7–5), 3–6, 4–6    |
| Перемога  | 13–8  | Лис 2006 | Росія F1, Сергієв Посад          | Ф'ючерс    | Тверде (i) | Давід Клір         | Олександр Красноруцький Олександр Кудрявцев | 7–6(8–6), 7–6(7–5)    |
| Поразка   | 13–9  | Гру 2006 | Чехія F4, Vendryně               | Ф'ючерс    | Тверде (i) | Даніель Люстіг     | Лукаш Росол Ігор Зеленай                    | 1–6, 1–6              |
| Перемога  | 14–9  | Бер 2007 | Франція F5, Пуатьє               | Ф'ючерс    | Тверде (i) | Ігор Зеленай       | Віктор Йоніце Браян Вілсон                  | 6–4, 6–4              |
| Перемога  | 15–9  | Чер 2007 | Кошиці, Словаччина               | Челленджер | Ґрунт      | Лукаш Росол        | Леонардо Аццаро Флавіо Чіполла              | 6–1, 7–6(7–5)         |
| Перемога  | 16–9  | Лип 2007 | Оберштауфен, Німеччина           | Челленджер | Ґрунт      | Ігор Зеленай       | Петер Гойовчик Марк Зібер                   | 7–5, 7–5              |
| Перемога  | 17–9  | Сер 2007 | Словаччина F3, Братислава        | Ф'ючерс    | Ґрунт      | Ігор Зеленай       | Віктор Брутанс Ян Станчик                   | Без гри               |
| Поразка   | 17–10 | Вер 2007 | Дюссельдорф, Німеччина           | Челленджер | Ґрунт      | Ігор Зеленай       | Фабіо Коланджело Філіпп Маркс               | 6–3, 3–6, [7–10]      |
| Перемога  | 18–10 | Вер 2007 | Трнава, Словаччина               | Челленджер | Ґрунт      | Ігор Зеленай       | Дієго Хункейра Рубен Рамірес Ідальго        | 6–1, 6–4              |
| Перемога  | 19–10 | Жов 2007 | Монс, Бельгія                    | Челленджер | Тверде (i) | Томаш Беднарек     | Філіпп Пецшнер Александер Пея               | 6–2, 5–7, [10–8]      |
| Поразка   | 19–11 | Жов 2007 | Ренн, Франція                    | Челленджер | Килим (i)  | Ігор Зеленай       | Філіпп Пецшнер Б'єрн Фау                    | 2–6, 2–6              |
| Поразка   | 19–12 | Лют 2008 | Белград, Сербія                  | Челленджер | Килим (i)  | Алессандро Мотті   | Флавіо Чіполла Константінос Ікономідіс      | 6–4, 2–6, [8–10]      |
| Перемога  | 20–12 | Бер 2008 | Сан-Луїс-Потосі, Мексика         | Челленджер | Ґрунт      | Тревіс Перротт     | Жан-Жульєн Роєр Марсіу Торріс               | 6–2, 6–1              |
| Перемога  | 21–12 | Бер 2008 | Леон, Мексика                    | Челленджер | Тверде     | Тревіс Перротт     | Брендан Еванс Алекс Кузнєцов                | 6–4, 6–1              |
| Поразка   | 21–13 | Сер 2008 | Сеговія, Іспанія                 | Челленджер | Тверде     | Ярослав Левинський | Росс Гатчінс Джим Томас                     | 6–7(3–7), 6–3, [8–10] |
| Поразка   | 21–14 | Лис 2008 | Аахен, Німеччина                 | Челленджер | Килим (i)  | Тревіс Перротт     | Міхаель Кольманн Александер Васке           | 4–6, 4–6              |
| Перемога  | 22–14 | Бер 2010 | Санрайз, США                     | Челленджер | Тверде     | Мартін Дамм        | Лукаш Длоуги Леандер Паес                   | 4–6, 6–1, [13–11]     |
| Перемога  | 23–14 | Жов 2010 | Монс, Бельгія                    | Челленджер | Тверде (i) | Ігор Зеленай       | Рубен Бемельманс Яннік Мертенс              | 3–6, 6–4, [10–5]      |
| Поразка   | 23–15 | Жов 2010 | Ташкент, Узбекистан              | Челленджер | Тверде     | Кароль Бек         | Росс Гатчінс Джеймі Маррей                  | 6–2, 4–6, [8–10]      |
| Поразка   | 23–16 | Лис 2010 | Братислава, Словаччина           | Челленджер | Тверде (i) | Тревіс Перротт     | Колін Флемінг Джеймі Маррей                 | 2–6, 6–3, [6–10]      |
| Перемога  | 24–16 | Лип 2018 | Чехія F5, Ústí nad Orlicí        | Ф'ючерс    | Ґрунт      | Патрік Рікль       | Антонін Болардт Томаш Махач                 | 7–6(7–2), 7–6(7–5)    |
| Поразка   | 24–17 | Лип 2018 | Чехія F6, Брно                   | Ф'ючерс    | Ґрунт      | Патрік Рікль       | Петр Ноуза Давід Шкох                       | 3–6, 6–2, [12–14]     |
| Поразка   | 24–18 | Сер 2018 | Ліберець, Чехія                  | Челленджер | Ґрунт      | Патрік Рікль       | Сандер Жіє Йоран Вліґен                     | 3–6, 4–6              |
| Перемога  | 25–18 | Сер 2018 | Словаччина F3, Братислава        | Ф'ючерс    | Ґрунт      | Данило Каленіченко | Петр Мічнев Антонін Штепанек                | 6–3, 6–2              |
| Перемога  | 26–18 | Сер 2018 | Угорщина F6, Дьєр                | Ф'ючерс    | Ґрунт      | Данило Каленіченко | Садіо Думбія Фаб'єн Ребуль                  | 6–4, 3–6, [19–17]     |
| Поразка   | 26–19 | Вер 2018 | Комо, Італія                     | Челленджер | Ґрунт      | Мартін Кліжан      | Андре Бегеманн Дастін Браун                 | 6–3, 4–6, [5–10]      |
| Поразка   | 26–20 | Вер 2018 | Генуя, Італія                    | Челленджер | Ґрунт      | Мартін Кліжан      | Кевін Кравіц Андреас Міс                    | 2–6, 6–3, [2–10]      |
| Перемога  | 27–20 | Вер 2018 | Щецин, Польща                    | Челленджер | Ґрунт      | Кароль Джевецький  | Гвідо Андреоцці Гільєрмо Дюран              | 6–3, 6–4              |
| Поразка   | 27–21 | Січ 2019 | Кобленц, Німеччина               | Челленджер | Тверде (i) | Юрген Мельцер      | Зденек Коларж Адам Павласек                 | 3–6, 4–6              |
| Перемога  | 28–21 | Лют 2019 | Будапешт, Угорщина               | Челленджер | Тверде (i) | Кевін Кравіц       | Філіппо Бальді Лука Марґаролі               | 7–5, 7–6(7–5)         |
| Перемога  | 29–21 | Тра 2019 | Острава, Чехія                   | Челленджер | Ґрунт      | Лука Марґаролі     | Тіємо де Баккер Таллон Ґрікспор             | 6–4, 2–6, [10–8]      |
| Перемога  | 30–21 | Тра 2019 | Рим, Італія                      | Челленджер | Ґрунт      | Філіпп Освальд     | Нікола Чачиц Адам Павласек                  | Без гри               |
| Перемога  | 31–21 | Тра 2019 | Лісабон, Португалія              | Челленджер | Ґрунт      | Філіпп Освальд     | Гвідо Андреоцці Гільєрмо Дюран              | 7–5, 6–2              |
| Перемога  | 32–21 | Чер 2019 | Простейов, Чехія                 | Челленджер | Ґрунт      | Філіпп Освальд     | Їржі Легечка Їржі Веселий                   | 6–4, 7–6(7–4)         |
| Перемога  | 33–21 | Чер 2019 | Ліон, Франція                    | Челленджер | Ґрунт      | Філіпп Освальд     | Сімоне Болеллі Андреа Пеллегріно            | 6–4, 7–6(7–2)         |

## Досягнення в парному розряді
| W | Ф | ПФ | ЧФ | #Р | КТ | К# | DNQ | A | NH |

Актуально станом на завершення Кубок Девіса 2022|Кубка Девіса 2022.
| Турнір                                 | 2008              | 2009              | 2010              | 2011              | 2012              | 2013              | 2014–17           | 2018              | 2019  | 2020 | 2021  | 2022  | SR      | В-П     |
| -------------------------------------- | ----------------- | ----------------- | ----------------- | ----------------- | ----------------- | ----------------- | ----------------- | ----------------- | ----- | ---- | ----- | ----- | ------- | ------- |
| Турніри Великого шлему                 |                   |                   |                   |                   |                   |                   |                   |                   |       |      |       |       |         |         |
| Відкритий чемпіонат Австралії з тенісу |                   | 2р                | 2р                | 2р                | 3р                | 1р                |                   |                   |       | ПФ   | П     | ЧФ    | 1 / 8   | 18–7    |
| Відкритий чемпіонат Франції з тенісу   | 1р                | 2р                | 1р                | 3р                | 2р                | 1р                |                   |                   |       | 3р   | 2р    | 1р    | 0 / 9   | 7–9     |
| Вімблдонський турнір                   | 3р                | 2р                | 3р                | 1р                | 1р                | 1р                |                   |                   | ПФ    | NH   | 2р    | ЧФ    | 0 / 9   | 13–9    |
| Відкритий чемпіонат США з тенісу       | 1р                | 1р                | 2р                | 1р                | ЧФ                | 1р                |                   |                   | 1р    | 1р   | ПФ    |       | 0 / 9   | 8–9     |
| В-П                                    | 2–3               | 3–4               | 4–4               | 3–4               | 6–4               | 0–4               | 0–0               | 0–0               | 4–2   | 6–3  | 12–3  | 6–3   | 1 / 35  | 46–34   |
| Фінал ATP                              |                   |                   |                   |                   |                   |                   |                   |                   |       |      |       |       |         |         |
| Фінал ATP                              | Не кваліфікувався | Не кваліфікувався | Не кваліфікувався | Не кваліфікувався | Не кваліфікувався | Не кваліфікувався | Не кваліфікувався | Не кваліфікувався | RR    | DNQ  | RR    | DNQ   | 0 / 2   | 2–4     |
| Тур ATP Мастерс 1000                   |                   |                   |                   |                   |                   |                   |                   |                   |       |      |       |       |         |         |
| Indian Wells Open                      |                   | 2р                | 1р                |                   |                   |                   |                   |                   |       | NH   | П     | 1р    | 1 / 4   | 6–3     |
| Відкритий чемпіонат Маямі з тенісу     |                   | 2р                | 2р                |                   | 1р                |                   |                   |                   |       | NH   | ПФ    | 1р    | 0 / 5   | 5–5     |
| Мастерс Монте-Карло                    |                   |                   |                   |                   | 2р                |                   |                   |                   |       | NH   | 2р    |       | 0 / 2   | 0–2     |
| Мастерс Мадрид                         |                   |                   |                   |                   | 2р                | 2р                |                   |                   |       | NH   | ЧФ    | 1р    | 0 / 4   | 3–4     |
| Мастерс Рим                            |                   |                   | 1р                |                   | 1р                | 1р                |                   |                   |       | 1р   | 2р    | 1р    | 0 / 6   | 1–6     |
| Мастерс Канада                         |                   | 1р                |                   |                   |                   |                   |                   |                   | 1р    | NH   | 1р    |       | 0 / 3   | 0–3     |
| Мастерс Цинциннаті                     |                   | 1р                |                   |                   |                   |                   |                   |                   | П     | 1р   | 2р    |       | 1 / 4   | 6–3     |
| Мастерс Шанхай                         |                   | 2р                |                   |                   |                   |                   |                   |                   | ЧФ    | NH   | NH    | NH    | 0 / 2   | 3–2     |
| Мастерс Париж                          |                   | 1р                |                   | 2р                | 1р                |                   |                   |                   | ПФ    |      | ПФ    |       | 0 / 5   | 6–5     |
| В-П                                    | 0–0               | 3–6               | 1–3               | 1–1               | 1–5               | 1–2               | 0–0               | 0–0               | 10–3  | 0–2  | 13–7  | 0–4   | 2 / 36  | 32–34   |
| Загальна статистика                    |                   |                   |                   |                   |                   |                   |                   |                   |       |      |       |       |         |         |
| Титули                                 | 2                 | 1                 | 1                 | 3                 | 2                 | 2                 | 0                 | 0                 | 3     | 0    | 2     | 1     | 17      | 17      |
| Фінали                                 | 3                 | 5                 | 2                 | 6                 | 5                 | 3                 | 0                 | 0                 | 5     | 1    | 4     | 1     | 35      | 35      |
| Разом виграшів–поразок                 | 23–16             | 33–27             | 25–25             | 43–23             | 33–24             | 25–23             | 0–0               | 1–0               | 36–12 | 12–8 | 40–21 | 12–12 | 283–191 | 283–191 |
| Рейтинг на кінець року                 | 36                | 31                | 43                | 24                | 32                | 54                | –                 | 163               | 13    | 17   | 9     | 90    | 59.7%   | 59.7%   |